# Гюттінген
Гюттінген (нім. Güttingen) — громада  в Швейцарії в кантоні Тургау, округ Кройцлінген.

## Географія
Громада розташована на відстані близько 160 км на північний схід від Берна, 30 км на схід від Фрауенфельда.
Гюттінген має площу 9,5 км², з яких на 11,2% дозволяється будівництво (житлове та будівництво доріг), 59,6% використовуються в сільськогосподарських цілях, 28,6% зайнято лісами, 0,6% не є продуктивними (річки, льодовики або гори).

## Демографія
2019 року в громаді мешкало 1661 особа (+14,3% порівняно з 2010 роком), іноземців було 21%. Густота населення становила 174 осіб/км².
За віковим діапазоном населення розподілялося таким чином: 20,3% — особи молодші 20 років, 59,2% — особи у віці 20—64 років, 20,5% — особи у віці 65 років та старші. Було 729 помешкань (у середньому 2,2 особи в помешканні).
Із загальної кількості 674 працюючих 106 було зайнятих в первинному секторі, 216 — в обробній промисловості, 352 — в галузі послуг.